# Рагинперт
Рагинперт (662—701) — герцог Турина в 671—701 годах и король лангобардов в 701 году из Баварской династии.

## Биография
Сын Годеперта, внук Ариперта I. Захватил лангобардский трон в 701 году, изгнав своего племянника Лиутперта. После этого назначил преемником своего сына Ариперта II. Сражался с регентом Анспрандом, которого победил возле Новары, однако вскоре умер. После его смерти Лангобардским королевством стал править Ариперт II.